# 안내섬광

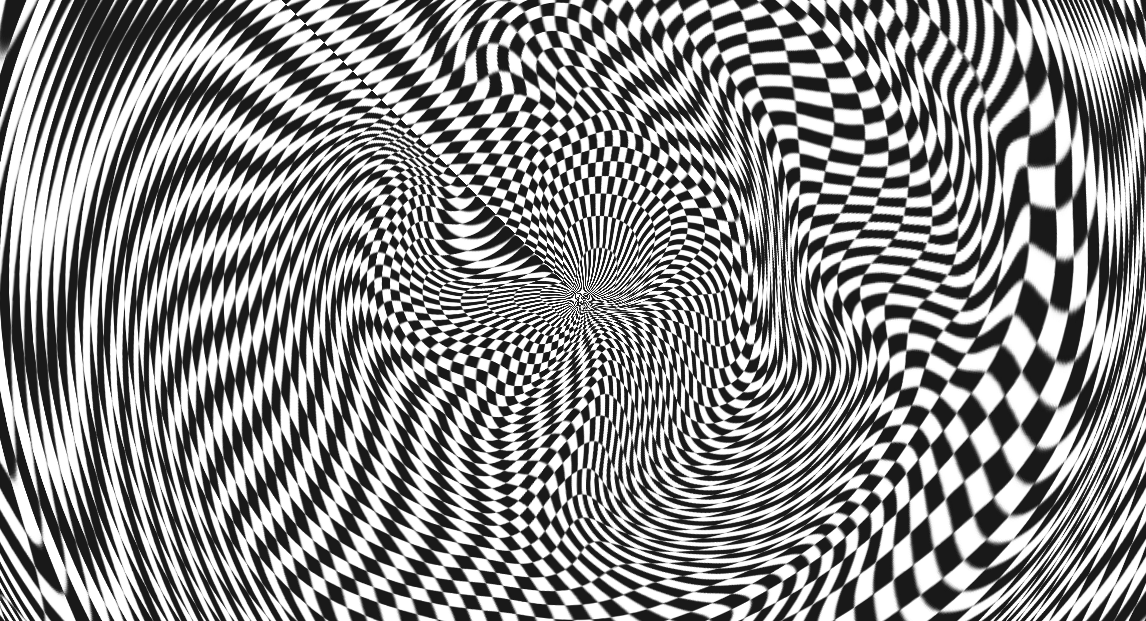
망막 자극에 의한 섬광의 한 예술가의 표현

안내섬광(眼內閃光, 영어: phosphene), 또는 자각광감(自覺光感)이란 빛에 의한 자극 없이도 안구에 가해지는 압력에 의해 생기는 시각현상을 말한다. 오랫동안 신선한 시각자극을 받지 못한 수감자나 약물에 의해 발생하기도 한다.
움직임이나 소리에 의해 유도되는 안내섬광은 시신경염과 관련이 된다.